# Ilok
Ilok je najistočniji grad u Hrvatskoj, a pripada Vukovarsko-srijemskoj županiji. Poznat je po nadimcima mali Dubrovnik i Dubrovnik na istoku.

## Zemljopis
Ilok je najistočniji grad Hrvatske, Dunav (administrativna granica Hrvatske i Srbije) nalazi se manje od 5 km zračne linije sjeverno od autobusnog kolodvora, vatrogasne i policijske postaje u mjestu. S brijega Iločkog dvorca pruža se prekrasan pogled na Dunav. Ilok se rasprostire po obroncima Fruške gore.
Najviša visinska točka u Vukovarsko-srijemskoj županiji je Čukala kod Iloka s 294 m nadmorske visine.

## Povijest
Područje grada Iloka zarana je naseljeno i bogato kulturnim nasljeđem, o čemu svjedoče nalazi od prapovijesti, preko rimskog razdoblja, gdje je postojala konjanička utvrda Cuccium, do zlatnog razdoblja srednjeg i novog vijeka.
Područje je bilo dio Panonske Hrvatske za vrijeme kneza Ljudevita, a bilo je pod franačkom, a i razdobljima bugarske vlasti.
U srednjem vijeku u Iloku je izgrađena utvrda (12. stoljeću), a u pisanim spomenicima spominje se više crkava i samostana. Prvi put se ime Ilok spominje 1267. pod nazivima Ujlak (mađarski: Újlak)  ili Wylok. Od 1332. spominju se župe u Iloku, a 1349. izgrađena je velika crkva Majke Božje.
U tom razdoblju Ilok postaje značajno središte, u kojemu je prebivao čak i dubrovački konzul (1399.). Značajne kraljevske povlastice dobiva 1453. (dodjeljuje ih kralj Ladislav V. Posmrtni).
Najpoznatiji gospodar grada je Nikola Iločki (1410. – 1477.), koji je bio kralj Bosne od 1471. do svoje smrti. Kao gospodar imanja naslijedio ga je sin Lovro (1459. – 1524.)
Franjevci se u Iloku zasigurno nalaze u prvoj polovici 14. stoljeća kada je izgrađeno zapadno krilo samostana, a franjevačka crkva Uznesenja Marijina građena je 1349. godine. Nikola Iločki ju je obnovio i dogradio poslije smrti sv. Ivana Kapistrana (1386. – 1456.), koji je umro u Iloku 23. studenog 1456. Svoj današnji izgled crkva je dobila temeljitom neogotičkom obnovom izvedenom početkom 20. stoljeća prema projektima Hermana Bolléa.
Osmanlije su vladali Ilokom od 1526. do 1688. godine. U gradu su sačuvani spomenici islamske kulture turbe - grob uglednog Turčina i hamam - obredno kupalište. Evlija Čelebi opisuje Ilok kao najrazvijenije naselje na putu uz obale Dunava od Beograda do Budima. Tadašnji Ilok imao je 200 dućana, dvije vjerske i šest pučkih škola, kavanu i trgovački han.
Godine 1697. car Leopold poklanja Ilok i posjede u Srijemu talijanskoj obitelji Odescalchi kao naknadu za pomoć pape Inocenta XI. od 336.000 forinti za vojnu protiv Turaka. Prvi vlasnik posjeda bio je Livio Odescalchi, koji se istaknuo i kao vojskovođa u obrani Beča 1683. godine.
Ilok je u raznim povijesnim razdobljima bio središte ovog dijela Srijema: u 18. stoljeću i prvoj polovici 19. stoljeća bio je sjedište podžupana Županije srijemske, kotarsko mjesto s upravnim vlastima i kotarskim sudom, trgovačko i sajamsko središte kraja. Prvi Slovaci katoličke vjeroispovijesti, dolaze u ove krajeve krajem 18. stoljeća. Danas, međutim, u gradu ima više Slovaka evangeličke vjeroispovijesti. Masovnije su se u ove krajeve doseljavali iz Vojvodine od 1859. godine.

### Određivanje granice SR Hrvatske i AP Vojvodine nakon 2. svj. rata
Čini se da je Ilok najkasnije do rujna 1945. bio uključen u sastav FD Hrvatske. Povjesničar Mario Bara donosi podatak da su stanovnici hrvatskih naselja u okolici Iloka i u samom Iloku održali referendum 1946., kojim su se izjasnili za pripajanje Hrvatskoj. Grad Ilok i okolna naselja uključeni su u Vukovarski kotar.:str. 159 Podatak o referendumu donosi i Stjepan Sršan, pozivajući se na svjedočanstvo Nikole Miličevića. No, u izvješću javnog tužitelja Okruga Osijek javnom tužitelju NR Hrvatske o stanju u studenom 1945. sud u Iloku naveden je kao dio područja pod jurisdikcijom Osijeka. Stoga je upitno kakav bi referendum bio održavan 1946. ako je Ilok već 1945. vraćen u sastav Hrvatske.
Poslije 1945. godine u novim granicama Ilok gubi svoje prirodno zaleđe i postaje općina s mjestima koja i danas pripadaju području grada. Godine 1962. pripojen je općini Vukovar i postaje mjesna zajednica.

### Ilok u Domovinskom ratu
Velikosrpski mediji ratnu retoriku u Iloku počeli su podgrijavati još u travnju 1990., optužujući demokratski izabranu hrvatsku vlast da oskvrnjujući srpske grobove "juriša na mrtve Srbe". Evociranje slika iz NDH i propovijedanje srpske "ugroženosti", postaju svakodnevne političke izjave. 
Ono što su Srbi po Iloku i selima činili, uglavnom su činili prema instrukcijama koja su dobivali iz Bačke Palanke, s lijeve obale Dunava. Svaki incident koji bi se dogodio, bio je "potpisan" uglavnom rukopisom istog naručitelja. "Metode koje su primjenjivali bile su svakakve", po riječima Dragana Puškarića, "od verbalnih uvrjeda do guranja uginulih životinja u torbe zaposlenim radnicama u tvornici Iteksu". Nakon što su nadrasli, odnosno "prevazišli" vlastite metode verbalnih i inih, niskih pritisaka i objeda Hrvata, u davanju uputa domaćim Srbima Bačkoj se Palanci pridružio i Šid. Zajednički su uveli novu metodu - počeli su zveckanjem oružja.
Naoružanje kojim je raspolagala policija u ovom najistočnijem području Hrvatske bilo je više nego jadno. Skladište je bilo potpuno prazno, pa je Puškarić počeo slati zahtjev za zahtjevom, uz stalna upozoravanja da je rat posve izvjesna opcija i da treba biti pripravan na odgovor. Međutim, službeno mu je malo što bilo moguće biti dostavljeno, jer onoga što je on tražio, nije bilo.

No, tek je u travnju 1991., nakon četničkog skupa u Jagodnjaku, bilo posve jasno da je rat na pomolu. Milan Paroški već je tada Hrvatima dao do znanja što ih čeka: 
»Ovo je srpska teritorija i njima (tj. Hrvatima) mora biti jasno da su oni dođoši ↓1. Prema tome, tko god vam dođe i kaže da je ovo njegova zemlja, taj je uzurpator ↓2, taj je došao da ubija i tog imate prava da ubijete kao kera ↓3 pored tarabe! ↓4«
Dana 8. srpnja 1991. JNA napada policijsku ophodnju MUP-a Iloka i ubija policajca Gorana Stipka, a 9. srpnja srpski teroristi napadaju  Aljmaš i Ilok. Obrana se u gradu dobro organizirala za što velike zasluge među ostalima nosi i Petar Čobanković.  JNA 27. srpnja granatira Ilok, u napadu je ranjeno četvoro pripadnika Zbora narodne garde. Pripadnik Tigrova Zoltan Hadrava uništava tenk JNA.
Na zaravan kod Iloka 30. srpnja 1991. stiže jaka tenkovska jedinica JNA (oko 50 tenkova). Nakon toga 2. kolovoza iz Iloka i okolnih sela iseljava većina žena i djece.
Nakon što je 10. listopada izvršen pokolj 25 civila (od toga tri žene) u Lovasu, Iloku je 12. listopada dan ultimatum da okupatorskoj Jugoslavenskoj narodnoj armiji preda oružje.
U gradu je 13. listopada održan referendum na kojem se 71 % stanovništva izjasnilo protiv predaje oružja Jugoslavenskoj narodnoj armiji, a drugo je pitanje bilo jesu li za zajedničko iseljenje iz mjesta zbog krizne situacije. Za progonstvo se izjasnilo 73 % građana umjesto za život pod okupatorskom armijom.
Pod prijetnjom oružane sile JNA, u Šidu je 14. listopada 1991. potpisan Sporazum o iseljavanju lokalnog stanovništva Iloka, Šarengrada i Bapske. Sporazum je potpisan između predstavnika lokalne vlasti i predstavnika JNA na temelju prethodno održanog referenduma na kojem se stanovništvo izjasnilo za odlazak u progonstvo. Dražen Budiša, član Vlade Republike Hrvatske i koordinator za kontakte s Promatračkom misijom Europske zajednice, u pismu od 15. listopada 1991. kritizira rad Promatračke misije u čijoj je prisutnosti Sporazum potpisan i time omogućeno iseljavanje 10 000 Hrvata čime je omogućeno etničko čišćenje tog kraja od hrvatskog stanovništva.
Dana 17. listopada u 7 sati, uz nazočnost promatrača, predano je oružje armiji, dok se je oko 8 sati počela formirati prognanička kolona traktora, osobnih automobila, teretnjaka i kombija. Posljednji iz kolone napustili su nadzorno mjesto u 17 sati i 10 minuta, a prvi iz kolone počeli su stizati u Lipovac, gdje ih je čekala hrvatska garda, oko 18 sati.
Nakon što je prognanička kolona izašla iz Iloka, lice Iloka izmijenjeno je iz temelja. Ušle su postrojbe JNA u grad, a pod zaštitom JNA poslije su došle i četničke skupine domaćih Srba i najekstremnije skupine iz Srbije, Bosne i Hercegovine te Hrvatske.
Grad je napustilo oko 8000 stanovnika. Oni koji su odlučili ostati, njih oko 1200, šest godina živjeli su pod okupacijom. Prema riječima franjevca Marka Malovića, prijetnje tjelesnim ozljeđivanjem i smrću, privođenja na saslušanja i mučenja, u čemu su prednjačili "šešeljevci" ("beli orlovi"), bile su uobičajena pojava. Mučilišta su bila podrumi milicijskih postaja, SDK i podrumi privatnih kuća. Tijekom godina okupacije, još je Hrvata napustilo ovaj kraj. Srpske snage su 1992. protjerale 377 osoba s ovog područja, no stvarni broj protjeranih procjenjuje se na 700. Sljedeće godine protjerali su još 218 osoba. Ilok su sve više napuštali i Hrvati grkokatolici. Mali je broj Hrvata ostao u iločkom kraju te 1000 Slovaka. Ilok je postao mjesto koje se najviše tražilo radi naseljavanja Srba, zbog čega je preostalo nesrpsko pučanstvo stalno bilo protjerivano.
Velikosrpski okupatori su po izgonu Hrvata i okupaciji mjesta odmah uspostavili svoju civilnu i milicijsku vlasti, a po poduzećima i ustanovama postavili nove rukovoditelje, a stari su ostajali samo ako su bili podobni. Etničko nasilje nad ovim krajem nije stalo ni na tome. Studenoga i prosinca 1991. godine velikosrpske okupatorske vlasti dodatno mijenjaju etničku sliku na štetu Hrvata. U prazne hrvatske kuće naseljavaju Srbe, u drugom valu u njih ušla je "Milicija SAO Krajine". U mijenjanje nacionalne slike ovog kraja uključila se Vlada Srbije, kad je koncem 1991. i početkom 1992. prisilno uselila Srbe s područja središnje Hrvatske (zapadna Slavonija), zatim iz BiH i Srbije.
Franjevac Marko Malović bio je jedini katolički svećenik, koji je ostao u Iloku i ujedno jedini na cijelom okupiranom području hrvatskog Podunavlja. Doživljavao je prijetnje i pokušaje fizičkoga napada. U tri navrata minirana su i vrata crkve u Iloku, a tri je puta raketiran toranj iločke crkve. Redovito je obavljao svećeničke dužnosti, služio svetu misu i obilazio vjernike. Spasio je od uništenja uz pomoć drugih jako puno vrijednih crkvenih i kulturnih predmeta kao što su: iločka knjižnica, stara vrijedna knjižnica u Šarengradu s 8000 knjiga, crkvene matične knjige, crkveno posuđe i dr. O tome je napisao knjigu Ostajemo u Iloku - Ilok u Domovinskom ratu. U prikupljanju materijala o stradanju i mukama Iloka između 1991. i 1998. godine koristio se pismenim i usmenim iskazima Iločana, a svjedočanstva nekolicine od njih nalaze se na kraju knjige zajedno s drugim prilozima.
Industrija, poljodjelska i šumarska imovina temeljito je pljačkana i odvožena u Srbiju ili uništavana.
Nakon Operacije Bljesak i Oluje, Srbi koji su pred hrvatskom vojskom – unatoč pozivima dr. Franje Tuđmana da ne napuštaju svoje domove - pobjegli iz Zagore, Banovine, Like i Korduna doselili su se tada u istočnu Slavoniju, pa tako i u Ilok. Uslijedili su karakteristični četnički zulumi. Upadanje u tuđe kuće, tjeranje pravih vlasnika, uništavanja, prijetnje, provokacije, mlaćenja, ubojstva.
Prve informacije da bi istočna Slavonija, Baranja i zapadni Srijem mogli biti mirno reintegirani u hrvatski ustavnopravni sustav pater Marko Malović dobio je u rujnu 1995., prilikom posjeta britanskog veleposlanika Iloku. Dva mjeseca kasnije, 12. studenoga, potpisan je temeljni sporazum o istočnoj Slavoniji, Baranji i zapadnom Srijemu. Ujedinjeni narodi su svojom rezolucijom iz siječnja 1996. utvrdili da će civilne i vojne snage UNTAES-a, pod vodstvom prijelaznog upravitelja Jacquesa Paula Kleina, posao privesti kraju. U travnju 1996. Klein je uspostavio stožer u Vukovaru. U svibnju i lipnju 1996. izvršeno je razvojačenje Podunavlja, a stanovništvo je počelo uzimati hrvatske dokumente. Otvara se cestovni i riječni promet, hrvatska zastava podigla se na granici s Jugoslavijom. Trećeg prosinca 1996. predsjednik Republike Hrvatske dr. Franjo Tuđman neformalno je posjetio Ilok, što je izazvalo opću konsternaciju srpskoga stanovništva. Dana 3. siječnja 1997. minirana je crkva, no kasnije će se situacija ipak polako stabilizirati, pa će od srpnja započeti lagani povratak Iločana na svoja ognjišta. Prognani Hrvati na povratku su pronašli porušene, opljačkane i opustjele domove. Dana 15. siječnja 1998. završena je mirna reintegracija hrvatskoga Podunavlja.
Ilok su zbog zasluga u stvaranju hrvatske države odlikovale udruge proizašle iz Domovinskog rata. U kolovozu 2006. predstavnicima grada Iloka uručeno je Priznanje gradu junaku Domovinskog rata. Priznanje su uručili predsjednik Hrvatskog generalskog zbora general Marinko Krešić i Mladen Pavković, predsjednik UBIUDR.

## Stanovništvo
Po popisu iz 2011. godine u Gradu Iloku živi 6.767 stanovnika, od toga 76 % Hrvata, 13 % Slovaka, 6 % Srba i 5 % ostalih (Mađari, Rusini, Makedonci i Nijemci).
U sastavu Grada Iloka se nalaze sljedeća naselja:
- Bapska, 928 stan.
- Ilok, 5.072, stan.
- Mohovo, 239 stan.
- Šarengrad, 528, stan.

| broj stanovnika | 5954  | 7040  | 6547  | 7699  | 7865  | 8451  | 9130  | 9458  | 8839  | 9280  | 10049 | 10449 | 9891  | 9748  | 8351  | 6767  | 5045  |
|                 | 1857. | 1869. | 1880. | 1890. | 1900. | 1910. | 1921. | 1931. | 1948. | 1953. | 1961. | 1971. | 1981. | 1991. | 2001. | 2011. | 2021. |

| broj stanovnika | 3110  | 3776  | 3489  | 4288  | 4387  | 4856  | 5475  | 5809  | 5361  | 5696  | 6193  | 6683  | 6700  | 6775  | 5897  | 5072  | 3842  |
|                 | 1857. | 1869. | 1880. | 1890. | 1900. | 1910. | 1921. | 1931. | 1948. | 1953. | 1961. | 1971. | 1981. | 1991. | 2001. | 2011. | 2021. |

## Politički ustroj

#### Gradska uprava
Gradonačelnica Grada Iloka je Marina Budimir, kandidatkinja grupe birača.
Gradsko vijeće broji 16 članova i članica, od čega je po pet izabrano s koalicijske liste HDZ-HSLS i s liste grupe birača nositeljice Marine Budimir, troje vijećnika ima Hrvatska seljačka stranka, a po jednog Hrvatska stranka prava dr. Ante Starčević i Socijaldemokratska partija. Šesnaesto mjesto u GV Iloka je dopunsko, namijenjeno srpskoj nacionalnoj manjini, i na njega je izabrana Stanislava Foro s koalicijske liste HDZ-HSLS.
Na izborima 2017. godine prag je s 5,07% prešla i koalicijska lista Hrvatske konzervativne stranke i Hrvatske stranke prava, ali nije ostvarila dovoljan broj glasova da bi s nje bio izabran gradski vijećnik.
Predsjednica Gradskog vijeća je Marija Dobošević, izabrana s liste grupe birača nositeljice Marine Budimir, a zamjenica joj je Mirjana Supek. 

#### Mjesni odbori
Na području Grada Iloka osnovana su četiri mjesna odbora, jedan za svako naselje.

## Gospodarstvo
Iločko područje središte je fruškogorskog vinogradarstva i podrumarstva. Razvijene su i drvna i tekstilna industrija.

## Kultura

### Kulturni život krajem 19. i početkom 20. stoljeća
Krajem 19. i početkom 20. stoljeća javni društveno–zabavni život u Iloku odvijao se unutar raznih društava. Među najstarije kulturne ustanove u Iloku ubraja se Hrvatska građanska čitaonica. Osnovali su je braća Nikodem i Adolf Jakšić 1865. godine. Od 1873. godine djeluje Dobrovoljno vatrogasno društvo, koje je pored limene glazbe imalo i dramsku sekciju. Godine 1894. osnovano je prvo iločko tamburaško društvo, tzv. Parizeri koji su u narodnim nošnjama 1900. godine svirali na Svjetskoj izložbi u Parizu. Svirali su na gajdama, tamburama i tamburici samici. Od 1894. godine djeluje i Hrvatsko pjevačko društvo Sloga, koje je u početku okupljalo ljubitelje pjesme. Godine 1927. postojao je pod ovim imenom pjevački zbor, a od 1949. godine nastalo je na njegovim osnovama Kulturno-umjetničko društvo Sloga koje je imalo dramsku sekciju, ali je djelovalo samo nekoliko godina. Godine 1894. osnovano je i Srpsko crkveno pjevačko društvo Gusle. Održavali su plesne zabave s kraćim programima. 1895. godine nastalo je udruženje građanki, pod imenom Dobrotvorno gospojinsko društvo. U zimsko doba organizirali su plesove. Njihovo djelovanje osobito je bogato od 1911. – 1933. godine. 
Oko 1900. godine bila je u Iloku izvedena prva priredba s igrokazom Posljednji Zrinski Higina Dragošića. Učenici Opće pučke škole odigrali su 1913. godine komad Božićna noć, te dječju operetu Sedam gavranova. U jesen 1920. godine osnovano je Đačko kulturno društvo Tomislav. Svrha je bila da se pored školske nastave njeguju i slobodne aktivnosti, kao što su recitacije, zborno pjevanje, sviranje na tamburama i dramski nastupi. Recitacije su, kao i dramske nastupe, uvježbavali nastavnici hrvatskog jezika. 
Postojala su i privatna zabavna društva, koja su se organizirala po kućama, a njihovi članovi su se međusobno posjećivali. Znamo za Tikvaru, društvo gospode i činovnika, osnovano 1904. godine, koje je izdavalo i svoj zabavni časopis Udica, a djelovalo 15 godina. Godine 1923. nastalo je i društvo iločkih majstora Kleeblat (Djetelina), djelovalo je oko pet godina.
Godine 1912. sva iločka društva su, uz pomoć Iločke štedionice izgradila Hrvatski dom. Imao je dvoranu s pozornicom i sobama za glumce. Godine 1924. djeluje Hrvatsko prosvjetno katoličko društvo Zrinski, čije su najznačajnije sekcije bile dramska i pjevačka. Pisani izvori navode da je djelovalo do 1941. godine, ali smatramo mogućim da je djelovalo do 1944. godine. Organizirali su plesne zabave, a svake godine su davali i kazališne komade.
Većina društava imala je svoje određene datume kada su organizirali priredbe. Najviše ih je bilo u zimskom periodu, tj. oko Božića, i u pokladno vrijeme, kada su zimske večeri duge i kada nije bilo poljskih radova. Kazališne predstave su se održavale i za vjerskih blagdana, primjerice na drugi dan Uskrsa ili Duhova.

### Kulturne ustanove
Muzej grada Iloka osnovan je 1952. godine, do 1966. smješten je u Kuriji Brnjaković, a od 1969. smješten je u Dvorcu Odescalchi s bogatom arheološkom, povijesnom i etnografskom građom, te zbirkom umjetnina i djelima iz Likovne kolonije "In signo terrae". 
Kulturno-umjetničko društvo Julije Benešić, osnovano 1971. godine kao gradsko društvo. Također djeluje i Slovačko kulturno-prosvjetno društvo Ljudevit Štur.

### Obrazovanje
Od obrazovnih ustanova u Iloku djeluju Osnovna škola Julija Benešića Ilok te Srednja škola Ilok, s tradicijom od 1899. godine.

### Šport
Od športskih društava u gradu djeluju: nogometni klub Fruškogorac Ilok, Rukometni klub Ilok, Košarkaški klub Ilok i teniski klub Ilok.

### Znamenitosti
- Iločka utvrda (13. st., Stari grad)
- Crkva sv. Ivana Kapistrana i franjevački samostan[36]
- Tursko turbe
- Turski hamam
- Dvorac obitelji Odescalchi
- Stari park (18. st.) s rijetkim drvećem
- Iločki podrum (15. st.), iločka vinska cesta
- Poljoprivredna škola (1898., s podrumom i ekonomijom)
- Zgrada kotarskog suda
- pravoslavni hram sv. arhangela Mihaila[37]

Na arheološkom lokalitetu Šarengrad Klopare, nedaleko od Iloka, pronađeno je 3. lipnja 2017. godine 18 novih avarskih grobova. Među njima je i posebno značajan grob u kojem je pokopan vojnik s palašem, avarskom sabljom, iz otprilike 725. godine.

## Poznate osobe
Poznate osobe koje su se rodile, živile i/ili djelovale u Iloku.
- Iločki, hrvatska velikaška obitelj
- Lovro Iločki, mačvanski i beogradski ban, član kraljevske dvorske komore, kraljevski državni sudac
- Petar Jovanović, mitropolit beogradski
- Ivan Kapistran, svetac Katoličke Crkve, franjevački propovjednik